# Andrei Olgertowitsch Woloschinski
Andrei Olgertowitsch Woloschinski (russisch Андрей Ольгертович Воложинский; * 4. Juni 1960 in Tallinn) ist ein russischer Vizeadmiral. Im Jahr 2011 erfüllte er übergangsweise die Pflichten des Kommandeurs der Nordflotte.

## Leben
Woloschinski wurde in der Hauptstadt der Estnischen Sozialistischen Sowjetrepublik geboren. 1982 absolvierte er die Leningrader Seeoffiziershochschule M.W. Frunse. Anschließend wurde er von 1982 bis 1991 in unterschiedlichen Offiziersdienststellungen in der Nordflotte eingesetzt. Er diente als Kommandeur des Navigationsgefechtsabschnitts (GA-1) und als Wachoffizier auf einem U-Bootkreuzer. Nach Abschluss Höherer Offizierslehrgänge der Russischen Seekriegsflotte fand er ab 1992 als Erster Offizier eines U-Bootkreuzers Verwendung. Von 1995 bis 1999 war er Kommandant des U-Bootkreuzers К-496 der Nordflotte. Nach erfolgreichem Abschluss der Seekriegsakademie im Jahr 2001 wurde er als Stabschef und Stellvertreter des Kommandeurs einer U-Bootdivision eingesetzt. Von 2002 bis 2005 kommandierte er die 31. U-Bootdivision der Nordflotte. Mit Befehl Nr. 991 des Präsidenten der Russischen Föderation vom 31. August 2005 übernahm er die Aufgaben des Stabschefs und 1. Stellvertreters des Kommandeurs des 12. U-Bootgeschwaders der Nordflotte. 2009 absolvierte er die Militärakademie des Generalstabes der Russischen Streitkräfte. Nach der Entbindung Admirals Maximow von den Pflichten des Kommandeurs der Nordflotte erfüllte Woloschinski vom 30. März 2011 bis zum 23. Juni 2011 dessen Aufgaben, bevor Admiral Koroljow das Kommando übernahm. Mit Arbeitsantritt wurde er zum Vizeadmiral befördert.